# MS4A7
MS4A7‏ (Membrane spanning 4-domains A7) هوَ بروتين يُشَفر بواسطة جين MS4A7 في الإنسان.